# Батальйон міліції «Шахтарськ»
Батальйон Патрульної служби міліції особливого призначення «Шахтарськ» (БПСМОП «Шахтарськ») — колишній добровольчий спецпідрозділ МВС України. Був створений у червні 2014 року у структурі ГУ МВС України в Дніпропетровській області. 17 жовтня 2014 був розформований через виявлені факти мародерства. На його основі була сформована рота «Торнадо».

## Історія створення
За словами Руслана Онищенко, заступника командира з бойової підготовки, батальйон «Шахтарськ» об'єднав добровольців з Донеччини та Луганщини, які вели боротьбу проти терористів на території Донбасу.
Зокрема, командир батальйону Андрій Філоненко, за його власними словами, брав участь у звільненні Маріуполя від терористів з «ДНР» як рядовий боєць спецбатальйону «Азов».

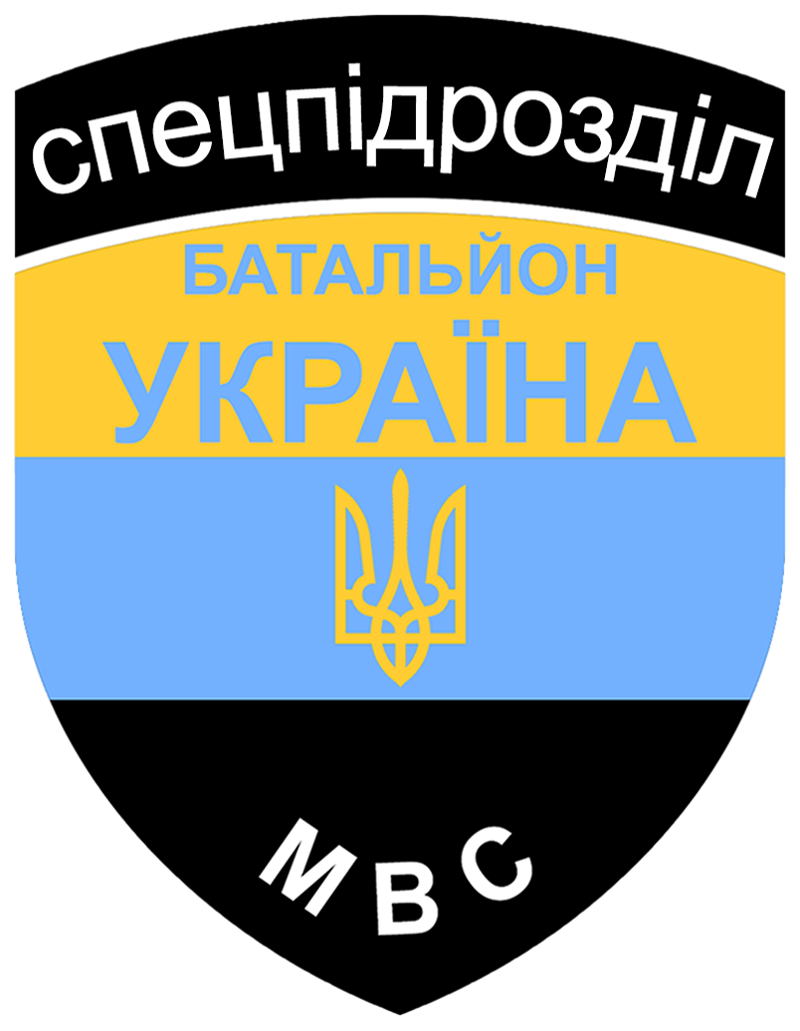
Емблема батальйону ПСМОП "Україна", який увійшов до складу "Шахтарська", як рота

Від початку, Андрій Філоненко за сприяння народного депутата України Олега Ляшка займався створенням батальйону «Україна». Однак, через деякий час людей, які займалися створенням цього батальйону, було переведено на територію Дніпропетровської області, де за сприяння керівництва обласної адміністрації було створено новий батальйон під назвою «Шахтарськ». Руслан Онищенко, який обіймав посаду заступника командира з бойової підготовки, розпочав додатковий набір до лав батальйону добровольців з Донецька, Луганська, а також інших регіонів України. Керівництвом Дніпропетровської ОДА було надано для батальйону тренувальну базу, а також забезпечено бійців харчуванням та необхідним транспортом. Участь у створенні батальйону «Шахтарськ» також брали народний депутат України Олег Ляшко, керівник осередку Партії регіонів у Торезі Віталій Кропачов, а також радник Міністра внутрішніх справ Антон Геращенко.

## Комплектування
Бійці батальйону проходять повну медичну комісію, вишкіл, курс стрільби, загалом заняття з інструкторами тривали близько місяця. Вишкіл здійснювався на території Дніпропетровська. У складі батальйону є 5 жінок.
На початку до лав батальйону «Шахтарськ» приймали усіх охочих, однак згодом почали відсіювати частину добровольців за віковими параметрами, намагаючись не брати осіб, старших 40-45 років, а натомість залучати спеціалістів відповідної категорії.
У складі батальйону «Шахтарськ» також воюють бійці «Сотні Ісуса Христа» з «Братства» Дмитра Корчинського, що була сформована на Майдані.

## Командування
Командиром батальйону є Андрій Філоненко, уродженець Запоріжжя, а його заступником бойової підготовки — Руслан Онищенко, який є уродженцем Донецька. До початку Антитерористичної операції на Донбасі обидва мали власний бізнес. Андрій Філоненко працював у енергетичному секторі, займаючись будівництвом електричних підстанцій, а Руслан Онищенко — займався перевезеннями, а також мав ліцензію на розробку вугільних пластів та долю у статутному капіталі приватної шахти у розмірі 20 %. Начальник штабу батальйону Роман Ковальов — мешканець м. Севастополь; заступник командира батальйону Хафіз Рафієв — м. Кам'янець-Подільський; заступник командира батальйону з озброєння Дмитро Плітченко — м. Дніпро. Командир розвідки — громадянин Білорусі на псевдо «Білорус», він же Антон Білорус, найімовірніше Руслан П'ятковський.

## Діяльність
8 липня 2014 року перша рота батальйону у складі 89 бійців склала присягу на вірність українському народу. На складанні присяги були присутні радник Міністра внутрішніх справ Антон Геращенко та заступник голови Дніпропетровської ОДА Борис Філатов.
Серед основних задач батальйону, які той має виконувати у зоні АТО, визначено роззброєння терористів, охорона громадського порядку у звільнених містах та на блокпостах.
28 липня 2014 року бійцями батальйону у місті Бердянськ було затримано Стаханівського міського голову Юрія Борисова за підозрою у сприянні терористам з «ДНР».
4 серпня 2014 року спільно з бійцями батальйону Азов та за підтримки Збройних сил України взяли під контроль м. Мар'їнка біля Донецька.

## Розформування
10 вересня 2014 року бійці добровольчого батальйону «Шахтарськ» дізналися, що керівництво держави, з незрозумілих для них причин, намагається їх розформувати. Добровольці й надалі бажали захищати Україну від загарбників, війська яких скупчені біля Маріуполя і Криму. Тому вони продовжили захищати зайняті позиції та не здали зброю.

16 жовтня 2014-го міністр внутрішніх справ України Арсен Аваков віддав наказ розформувати батальйон патрульної служби міліції особливого призначення «Шахтарськ» через часті випадки мародерства серед бійців: «Батальйон „Шахтарськ“, який чудово бився під Іловайськом, мною був розпущений, тому що неодноразові випадки мародерства у Волновасі і в інших ситуаціях мали місце…», та додав, що мародерство вчиняли приблизно 50 осіб із 700 добровольців батальйону. Генерал армії України, колишній голова Служби зовнішньої розвідки України Микола Маломуж підтвердив факти мародерства:
|  | Акти мародерства дійсно спостерігались в батальйоні «Шахтарськ». Ми отримували оперативну інформацію прямо з міста подій, про те, що трапляються такі випадки. Цими випадками повинна займатися СБУ, бо це приводило до системного незадоволення місцевого населення, приводило до відповідних протистоянь. Це не створювало ситуації для стабілізації і діалогу з населенням… Ці факти — це грабунки, це знущання, це вилучення техніки, але є і більш тяжкі наслідки. Тому було прийняте таке вимушене рішення. |

Як зазначив радник міністра внутрішніх справ України Антон Геращенко, після розформування батальйону особовий склад колишнього «Шахтарська» був розділений на дві групи: підрозділ МВС «Свята Марія», куди увійшли добровольці з «Шахтарську» та «Азову» від політичної партії «Братство» Дмитра Корчинського, та групу співробітників МВС, яких було вирішено направити на поповнення інших добровольчих підрозділів МВС. Пізніше з них створили новий добровольчий підрозділ МВС, який було названо — «Торнадо».

## Втрати
- Бегма Костянтин Олександрович, рядовий міліції, загинув 16 липня 2014 року.
- Старіков Євген Андрійович з позивним «Док», рядовий міліції, загинув 2 серпня 2014 року.
- Рижак Володимир Юрійович з позивним «Мачете», фахівець групи матеріального забезпечення, загинув 2 серпня 2014 року.
- Бричук Олександр Васильович, фахівець групи матеріального забезпечення, загинув 16 серпня 2014 року.
- Москаленко Володимир Васильович з позивним «Фін», рядовий міліції, загинув 19 серпня 2014 року.
- Горячевський Олександр Олександрович, рядовий міліції, загинув 19 серпня 2014 року.
- Курочка Анатолій Михайлович з позивним «Дєд», старший сержант міліції, загинув 19 серпня 2014 року.